# Anemia tenella
Anemia tenella är en ormbunkeart som först beskrevs av Antonio José Cavanilles, och fick sitt nu gällande namn av Olof Peter Swartz. Anemia tenella ingår i släktet Anemia och familjen Anemiaceae. Inga underarter finns listade.